# 信安県 (河北省)
信安県（しんあん-けん）は中華人民共和国河北省にかつて存在した県。現在の覇州市東部に相当する。
1167年（大定7年）、金朝により設置され、1222年（元光元年）に廃止され、管轄地域は益津県に編入された。